# Plasser & Theurer

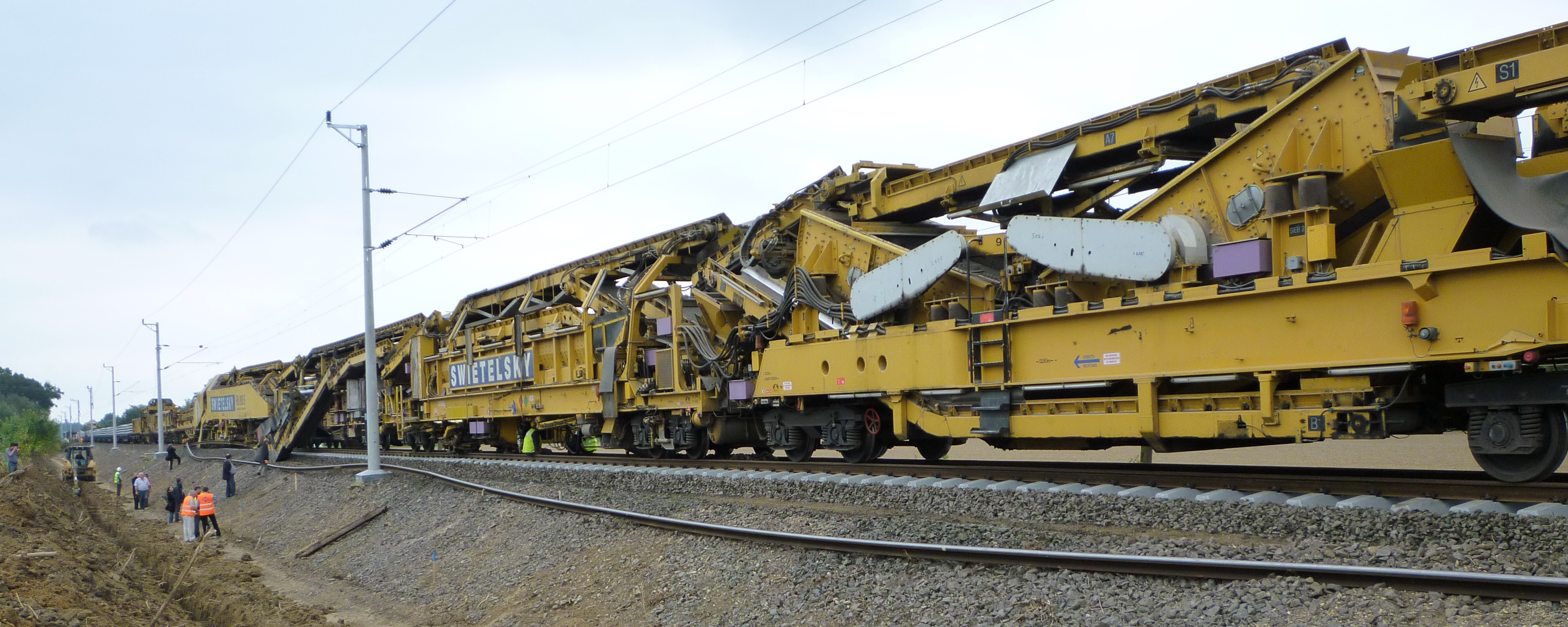
Plasser & Theurer RU 800 S típusú átépítővonat Rátót és Alsórönök között a Szombathely–Szentgotthárd-vasútvonalon, 2010. szeptemberében

A Plasser & Theurer vasúti pályafenntartó- és vasútépítő gépeket gyártó osztrák vállalat. A bécsi székhelyű cég legfontosabb gyára Linz közelében található, a gyár termeli az osztrák gép- és acélipari export mintegy 6 százalékát. A vasúti „nagygépek” piacát vezető vállalat világszerte több mint háromezer főt foglalkoztat és számos országba szállítja gépeit.

## Története
Egy kilenc főből álló társaság által 1953-ban alapított cég építette meg a világ első hidraulikus vasúti aláverőgépét, amellyel megtette az első komoly lépést a vasúti pályaépítés és pályafenntartás gépesítése felé. A magántulajdonban lévő vállalat 30%-a Elisabeth Max-Theureré, 30%-a férjéé, Josefé, 20–20%-a pedig Dorothea Theureré, illetve Hans-Jörg Holleisé.
A cég Kanadában alapította meg első külföldi vállalatát 1958-ban. 1959-ben Dél-Afrikában, 1960-ban Németországban, majd 1971-ben Brazíliában, illetve Japánban alapította meg leányvállalatait. Az 1980-as évek elején a vállalat vasútépítő gépei építették az első francia nagysebességű vasút Párizs–Lyon közötti vonalszakaszának pályáját.
A MÁV vasúti pályafenntartó „nagygépeinek” jelentős része, a vágány- és kitérőszabályozó, illetve ágyazatrostáló gépek szinte kizárólag a Plasser & Theurer termékei.

## Termékei
A Plasser & Theurer elsősorban vasúti pályafenntartó gépeket gyárt, így vágányszabályozó- és aláverőgépeket, ágyazatrendező gépeket, vágánystabilizátorokat, továbbá ágyazatrostáló gépeket. A vállalat vasúti gépeket kínál a felsővezetékek és vasúti hidak ellenőrzésére, javítására, valamint az előzőeken kívül vágánymérő-, sínhegesztő- és sínköszörülő gépeket is forgalmaz.
A Plasser & Theurer volt az első gyártó, amely szinte teljes mértékben gépesítette a vasúti pályaépítést, illetve az átépítést, az ilyen feladatokra fejlesztette ki az úgynevezett „gyorsfektető”, illetve „gyorsátépítő” vonatait, azaz az együtemű felépítménycserélő gépláncot.